# Майдан-Козіць-Гурних
Майдан-Козіць-Гурних (пол. Majdan Kozic Górnych) — село в Польщі, у гміні П'яскі Свідницького повіту Люблінського воєводства.
Населення — 126 осіб (2011).

## Демографія
Демографічна структура станом на 31 березня 2011 року:
|          | Загалом | Допрацездатний вік | Працездатний вік | Постпрацездатний вік |
| -------- | ------- | ------------------ | ---------------- | -------------------- |
| Чоловіки | 53      | 6                  | 35               | 12                   |
| Жінки    | 73      | 11                 | 37               | 25                   |
| Разом    | 126     | 17                 | 72               | 37                   |